# Richard Heidrich
Richard Heidrich (27 de julio de 1896 - 22 de diciembre de 1947) fue un general de paracaidistas alemán durante la II Guerra Mundial. Fue condecorado con la Cruz de Caballero de la Cruz de Hierro con Hojas de Roble y Espadas de la Alemania Nazi.
Heidrich fue hecho prisionero el 3 de mayo de 1945 y liberado en julio de 1947. Murió el 22 de diciembre de 1947 en un hospital en Hamburgo-Bergedorf.

## Condecoraciones
- Broche de la Cruz de Hierro (1939) 2ª Clase (25 de mayo de 1941) & 1ª Clase (25 de mayo de 1941)[1]
- Cruz Alemana en Oro el 31 de marzo de 1942 como Oberst en el Fallschirmjäger-Regiment 3[2]
- Cruz de Caballero de la Cruz de Hierro con Hojas de Roble y Espadas
  - Cruz de Caballero el 14 de junio de 1941 como Oberst y comandante del Fallschirmjäger-Regiment 3[3]
  - Hojas de Roble el 5 de febrero de 1944 como Generalleutnant y comandante de la 1. Fallschirmjäger-Division[3]
  - Espadas el 25 de marzo de 1944 como Generalleutnant y comandante de la 1. Fallschirmjäger-Division[3]